# Миллерово (аэродром)
Миллерово — действующий военный аэродром в Ростовской области, расположенный в 5 км северо-западнее города Миллерово (относится к посёлку Долотинка).

## История
На аэродроме до 2009 года был дислоцирован 19-й гвардейский истребительный авиационный полк, входивший в состав 51-го корпуса ПВО 4-й армии ВВС и ПВО. Затем полк был переформирован в 6969-ю авиабазу в составе 7-й бригады ВКО. На вооружении авиабазы состояли истребители МиГ-29 (из состава 19-го гвардейского иап, а также из 31-го гвардейского истребительного авиационного полка, расформированного в Зернограде).
С 2009 по 2014 годы аэродром не эксплуатировался.
1 января 2014 года был восстановлен 31-й истребительный авиационный полк. В качестве основного вооружения истребители Су-30СМ новой постройки, поступающие с 2015 года. Завершение поставок двух эскадрилий запланировано на конец 2016 года. Третья эскадрилья планируется вооружаться самолётами Су-35С.
На середину 2017 года полк получил на вооружение около 18 самолётов Су-30СМ.
25 февраля 2022 года, на фоне вторжения России на Украину, Вооружённые силы Украины нанесли удар по аэродрому, уничтожив по меньшей мере один истребитель Су-30.

## Посадочная площадка
На северо-восточной окраине города Миллерово имеется посадочная площадка гражданской авиации (в советский период — аэропорт местных воздушных линий) «Миллерово», индекс УРРИ (URRI). Используется для проведения авиационных работ. Способна принимать в светлое время суток самолёты Л-410, Ан-2 и все более лёгкие, а также вертолёты всех типов.

## Происшествия
- 1975 год. Катастрофа самолёта Су-7У Ейского ВВАУЛ, лётчик-инструктор лейтенант Ляшенко. На взлёте произошла продольная раскачка самолёта, лётчик-инструктор катапультировался, курсант погиб. Причина — ошибка в технике пилотирования.
- 1975 год. Авария самолёта Су-7У 963-го уап Ейского ВВАУЛ. Курсант А. Соболев после полной выработки топлива произвел посадку на кукурузное колхозное поле.
- 14 июня 1988 года. Авария самолёта Су-7У 963-го уап Ейского ВВАУЛ. Капитан С М. Кошелев и курсант А. И. Петров катапультировались.
- 23 августа 1988 года. Авария самолёта Су-7У 963-го уап Ейского ВВАУЛ. капитан А. Н. Мусатов и лейтенант С. Г. Дмитриев на высоте 1200 м катапультировались.
- 25 февраля 2022 года в ходе вторжения России на Украину Вооружёнными силами Украины по аэродрому был нанесен удар ОТР-21 «Точка»[5], уничтоживший как минимум один Су-30СМ[6]. 20 июля 2024 года аэродром подвергся массированной атаке БПЛА[7].